# بات كليفلاند
بات كليفلاند (بالإنجليزية: Pat Cleveland)‏ هي عارضة أمريكية، ولدت في 23 يونيو 1950 في نيويورك في الولايات المتحدة.